# Sant Martí de Cortiuda
L'església de Sant Martí de Cortiuda es localitza al nucli de Cortiuda, municipi de Peramola (Alt Urgell). És protegida com a bé cultural d'interès local.

## Descripció
L'església de Sant Martí de Cortiuda és un edifici molt reformat, que ha experimentat l'afegitó de dues capelles als costats sud i nord de la nau, de la sagristia al segment meridional de l'absis, i l'allargament de la nau cap a ponent; es veu perfectament la cantonada de la nau primitiva en el parament de la façana meridional. La nau és coberta amb volta de canó i acaba a llevant amb un absis semicircular, precedit per un tram presbiteral, que, com l'anterior de l'església, ha estat totalment transformat. Aquesta transformació també es manifesta exteriorment pel sobrealçat de l'absis, la coberta del qual presenta una clara desviació amb relació a l'eix de la nau.

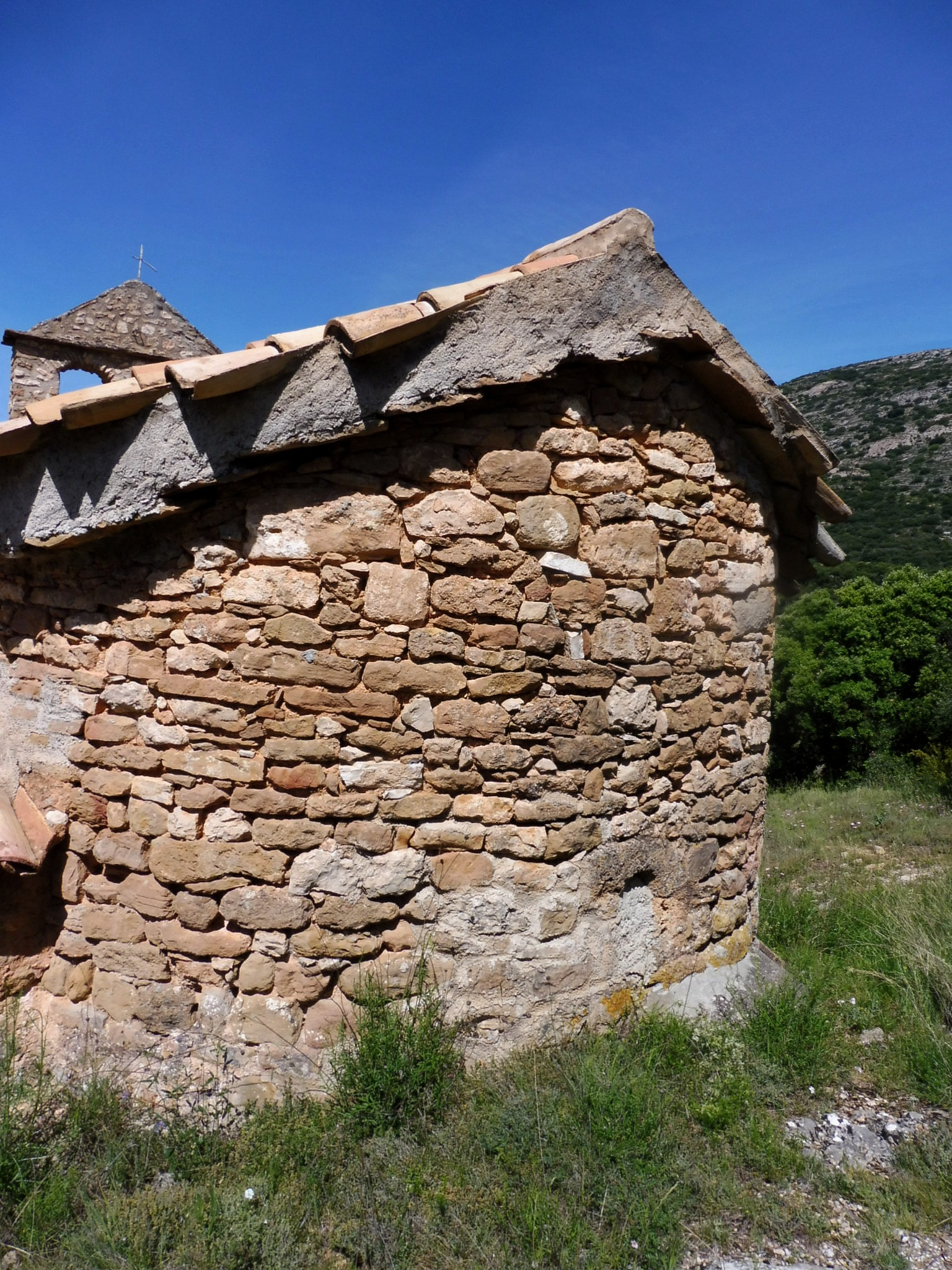
L'absis sobrealçada

La porta, en arc carpanell, s'obre a la façana de ponent, la qual presenta també un ull de bou circular damunt d'aquesta porta. Aquesta façana és coronada per un campanar d'espadanya de dos ulls, amb arcs escanyats i amb un remat triangular sobre un sòcol; aquest campanar i la disposició de la façana de ponent corresponent al procés d'ampliació de l'església original, de la qual es conserva només l'absis, on hi ha una finestra de doble esqueixada de pedra tosca. En la part de la façana meridional, no s'aprecia el seu aparell de carreu petit i irregular, que contrasta amb el reble de les parts més tardanes, i que posa en evidència les formes constructives de l'arquitectura rural de la fi del segle xi, o fins i tot el principi del segle següent.
En una intervenció recent, l'original coberta de fusta i llosa ha estat substituïda per una coberta de formigó culminada amb teula; així mateix, en el decurs d'aquesta mateixa intervenció fou cegada amb formigó la finestra d'esqueixada de l'absis del temple.

## Història
L'any 1024 l'abat Duran de Santa Cecília d'Elins va restituir a Ermengol, bisbe d'Urgell, i a Santa Maria de la Seu d'Urgell, l'església de Cortiuda, retinguda indegudament pel cenobi. La restitució es produí a conseqüència de la sentència dictada al castell de Ponts pel jutge Bonfill Marc, en presència dels comtes d'Urgell i Barcelona i altres personalitats, i en el document que sanciona aquesta restitució apareix esmentada per primera vegada l'acta de consagració de la Catedral de la Seu d'Urgell, de manera que, tenint en compte el caràcter factici d'aquesta acta, el document que recull el judici de Ponts serveix per fixar la data màxima de la seva redacció.
Posteriorment al judici de 1024, a l'acta de consagració de l'església de Santa Cecília d'Elins, l'any 1080, figura entre els béns dotals l'alou de Cortiuda. Així mateix, Cortiuda és una de les poblacions que apareix esmentada en l'acta de consagració de la catedral de la Seu d'Urgell.
El nucli de Cortiuda, actualment pràcticament despoblat, formava part de la baronia de Peramola, ostentada fins al segle xv pel llinatge dels Peramola.
L'any 1575, en el llibre de visites del bisbat d'Urgell d'aquell any, consta que l'església era lluny de les tres cases que formaven la seva parròquia. Actualment, Sant Martí està supeditada a la parroquial de Peramola.